# Henrik Nauckhoff
Carl Henrik Gottlieb Nauckhoff, född 17 november 1802 i Stockholm, död 9 juli 1883 på Skällsta i Håtuna socken, var en svensk friherre och militär.
Henrik Nauckhoff var son till viceamiral Henrik Johan Nauckhoff och Fredrika Christina Ehrenbill. Han blev kadett vid Krigsakademien på Karlberg 1815, utexaminerades 1819, blev fänrik vid Västgöta regemente samma år och löjtnant 1827. Nauckhoff blev regementskvartermästare 1836, kapten i regementet 1840, bevistade arméns sammanträde vid Oskar I:s kröning 1844 och blev major vid Västgöta-Dals regemente 1848. Nauckhoff blev överstelöjtnant 1852 och var överste och chef för Bohusläns regemente 1856–1868. Han deltog i arméns fullmäktiges sammanträden 1857 och 1865 och erhöll 1868 avsked från regementet med tillstånd att kvarstå som överste i armén. Nauckhoff blev 1849 riddare och 1865 kommendör (av första klass) av Svärdsorden. Han blev friherre vid sin brorsons död 1877.